# Afrosphinx
Afrosphinx is een geslacht van vlinders uit de onderfamilie Smerinthinae van de familie pijlstaarten (Sphingidae).

## Soorten
- Afrosphinx amabilis (Jordan, 1911)